# 肾碘泡虫
肾碘泡虫（学名：Myxobolus nephroides）为碘泡科碘泡虫属的动物。在中国，分布于湖北、湖南、四川、浙江、广东、武陵山地区等，营寄生生活，寄生在鲢、小鳈的肾、脾、肠、膀胱、鲩的肾、脾、鲢、鳙的肾、胆囊、肠以及鲤的肠。